# Си Џу
Си Џу (кин: 朱熹; 18. октобар 1130 — , 23. април 1200) је био кинески филозоф.
Био је водећи представник ново-конфучијске школе у време династије Сунг и зачетник новоконфучијске сколастике. Написао је око 70 књига. Његове „Четири књиге“ о конфучионизму нису доживеле велики успех у његово време, али су временом постале веома цењена литература. Проучавао је кључне појмове кинеске филозофије: „ки“ (виталну енергију која струји телом и околином) и „ли“ (морал). Утицао је на кинеске, јапанске и корејске филозофе. Био је врхунски мајстор калиграфије. Часопис „Лајф“ (енгл. Life) поставио га је на 45. место на списку најважнијих особа у последњих 1000 година.

## Биографија
Си Џу, чија породица потиче из Бујуен округа, Хуиџоу (у модерној Ђангси провинцији), је рођен у Фуђену, где је његов отац радио као потпрефектурални шериф. Након што је његов отац био присиљен да напусти позицију због свог противљења политици смењивања владе према династији Ђин 1140. године, Си Џуа је његов отац подучавао код куће. Многи анегдоте потврђују да је био веома напредно дете. Записано је да се у петој години поставио питање шта се налази изван раја, а до осме је схватио значај класика од Филијале (Сјаођинг). Као младић је био инспирисан Менсијевим становиштем да сви људи могу постати мудраци. Након смрти његовог оца 1143. године, он је студирао са пријатељима његовог оца Ху Сјен, Лију Цихуи, и Лију Мјенџи. Године 1148, у својој 19. години, Си Џу је положио Царски испит и постао научник. Си Џуова прва званична позиција је била као потпрефектурални писар Тунгана (同安縣主簿), на којој је био у периоду 1153—1156. Од 1153 он је почео да студира под Ли Тунгом, који је следио неоконфучијанску традицију Џенг Хаоа и Џенг Јиа, и формално је постао његов ученик 1160. године.
Године 1179, након што није служио у званичном својству од 1156, Си Џу је био именован за префекта Нанканшког војног округа (南康軍), где је оживео Академију пећине белог јелена (白鹿洞書院), али је три године касније био демовисан због напада на неспособност и корупцију неких утицајних званичника. У његовој каријери је било неколико случајева примања позиције и накнадног демовисања. Након што је отпуштен с последњег именовања, он је био оптужен за бројне злочине и поднесена је петиција за његово погубљење. Највећи део опозиције је предводио Хан Туоџоу, премијер, који је био Сијев политички ривал. Мада су његова учења била под тешким нападима тадашњих моћника, готово хиљаду храбрих људи је присуствовало његовом погребу. Након смрти Хана Туоџоу, Џуов наследник Џен Десју, заједно са Веи Љаовенгом, су учинили Џуову грану неоконфучијанизма доминантном филозофијом на Сунг двору.
Године 1208, осам година након његове смрти, цар Нингцунг од Сунга је рехабилитовао Си Џу и одао му почаст дајући му постхумно име Вен Гонг (文公), са значењем „Пречасни господин културе”. Око 1228, цар Лизонг од Сунга му је одао почаст са постхумном племићком титулом војвода од (државе) Хуи (徽國公). Године 1241, меморијална плоча за Си Џуа је постављена у Конфучијевом храму у Кјуву, чиме је издигнут до статуса конфучијанског свеца. У данашње време, Си Џу се поштује као један од „дванаест филозофа” (十二哲) конфучијанизма. Модерни синологисти и Кинези га често називају Џу Вен Гунгом (朱文公) уместо његовог имена.
Си Џуово потомство је носило титулу Вуђинг Бошија (五经博士; 五經博士).
Године 1452 Вуђинг Боши је даровано потомству Менсије-Менг Сивен 孟希文 56. генерација и Јен Хуеј-Јен Сихуеј 顔希惠 59. генерација, исто је било даровано потомству Џоу Дунји-Џоу Мјен 週冕 12. генерација, двојици Џенг браће (Џенг Хао и Џенг Ји-Џенг Кежен 程克仁 17. генерација), Си Џу - Џу Тинг 朱梴 (Џу Џенг?) 9. генерација, у 1456-1457, године 1539 исто је даривано Ценг Цановом потомству-Ценг Џицуеј 曾質粹 60. генерација, године 1622. потомство Џанг Цаја је примило титулу и 1630. потомство Шао Јунга.

## Учења

### Четири књиге
Током династије Сонг, учења Си Џуа су сматрана неортодоксним. Уместо стављања фокуса на Ји ђинг попут других неоконфуцијаниста, његов избор је био на наглашавању Четири књиге: Велико учење, Доктрина значења, Разговори, и Менцијус као основни курикулум за будуће научне званичнике. За све те класике он је написао екстензивна тумачења која нису била широко прихваћена у његово време; међутим, она су касније постала прихваћена као стандардна тумачења. Четири књиге су служиле као основа наставног програма за државне службе све до 1905, и класично образовање је започето са тумачењима Си Џуа као каменом темељцем за њихово разумевање.

### Витална сила (氣), принцип ( 理), и врховно начело (太極)
Си Џу је сматрао да су све ствари настале сједињавањем два универзална аспеката реалности: чи, који се понекад преводи као витална (или физичка, материјална) сила; и ли, који се обично преводи као рационални принцип (или закон). Извор или сума лиа је Тајђи (Вејд-Џајлс: T‘ai Chi), са значењем „врховно начело”. Извор чиа (Вејд-Џајлс: ch‘i) Си Џу није јасно навео, услед чега неки ауторитети сматрају да је он био метафизички мониста, док други тврде је он био припадник метафизичког дуализма.
Према Си Џуовој теорији, сваки физички објекат и свака особа имају свој ли и стога има контакт у свом метафизичком језгру са Тајђијом. Оно што се назива људском душом, умом, или духом се схвата као Тајђи, или врховни креативни принцип, пошто се изражава на особи.
Чи и ли делују заједно у узајамној зависности. Они су међусобно видљиви у свим створењима у свемиру. Ова два аспекта се манифестују у креацији материјалних ентитета. Кад је њихова активност плодоносна (брза или експанзивна), то је јанг енергетски моде. Када је њихова активност опадајућа (спора или контрактивна), то је јин енергијски мод. Јин и јанг фазе константно формирају интеракције, сваки од њиг задобија и губи доминацију у односу на другог. У процесу пораста и опадања, наизменичност ових фундаменталних вибрација, пет елемената (ватре, воде, дрвета, метала и земље) еволуира. Си Џу је тврдио да је ли постојао чак и пре неба и земље.
У ли и чи смислу, Си Џуов систем снажно подсећа на будистичке идеје 理 ли (поново, принцип) и 事 ши (након, материја), мада су Си Џу и његови следбеници енергично наглашавали да они нису копирали будистичке идеје. Уместо њих, они су тврдили, да су користили концепте који су били присутни дуго пре појаве будизма у Ји ђингу.
Си Џу је дискутовао своје гледиште на врховни ултиматни концепт по коме је он компатибилан да принципима Таоизма, мада се његов концепт Тајђија разликовао од разумевања које је Таоимао у Даоизму. Док је Тајђи диференцирајући принцип који резултира у појави нечег новог, Дао је непомичан и тих, и делује на редукцији свих ствари на уједначеност и нераспознатљивост. Си Џу је тврдио да постоји централна хармонија која није статична или празна већ је динамична, и да је само врховно начело у контрасту креативна активност.

### Људска природа
Си Џу је сматрао да је рани конфучијениста Сјуен Ци био јеретик, јер је одступио од Менсијеве идеје урођене људске доброте. Чак и ако су људи испољавали неморално понашање, врховни регулативни принцип је био добар. Узрок неморалних дела је био чи. Си Џуова метафизика је да све садржи ли и чи. Ли је принцип који је у свему и влада свемиром. Свака особа има перфектан ли. Као такве, индивидуе требају да делују у перфектној сагласности са моралношћу. Међутим, мада је ли основна структура, чи је исто тако део свега. Чи затамњује нашу савршену моралну природу. Задатак моралне неге је да се очисти наш чи. Ако је наш чи чист и балансиран, онда ми делујемо на перфектно моралан начин.

### Срце / ум
Јасноћа ума и чистоћа срца су идеали конфучијанске филозофије. У следећој поеми, „Рефлекције при читању - 1”, Си Џу илуструје концепт путем поређења ума са огледалом, које је остављено покривено док не буде потребно да једноставно рефлектује свет око себе, које остаје јасно путем текућих вода које симболизују Тао. У кинеском, ум се понекад називао „квадратним инчом”, што је дословни превод термина на који се алудира на почетку поеме.
Мало квадратно језеро као откривено огледало
где се сунчева светлост и облаци полако крећу и одлазе
Питао сам како остаје тако јасно
оно је рекло да вода потока непрестано утиче
(превод Ред Пајна)

### Знање и акција
Према Си Џуовој епистемологији, знање и дела су нераздвојиве компоненте истински интелигентне активности. Иако је он правио разлику између приоритета познавања, пошто је за интелигентно деловање неопходна промишљеност, и важности деловања, пошто оно производи видљиве ефекте, Си Џу је изјавио „Знање и дела увек зависе једно од другог. То је као особа која не може ходати без ногу иако има очи, и која не може видети без очију мада има ноге. У погледу редоследа, знање долази прво, а у погледу важности, дела су важнија.”

### Истраживање ствари и проширење знања
Си Џу се залагао за 格物致知 геву џиџи, истраживање ствари. Како истражити и шта су те ствари је извор многих дебата. За Си Џуа, ствари су морални принципи а истраживање обухвата обраћање пажње на све у књигама и пословима пошто су „морални принципи потпуно неисцрпни”.

### Религија
Си Џу се није држао традиционалних идеја Бога или раја (тјен), мада је дискутовао како његове сопствене идеје одражавају традиционалне концепте. Он је подржавао агностичку тенденцију унутар конфучијанства, зато што је веровао да је врховно начело рационалан принцип, и он је то дискутовао као интелигентну и уређену вољу која стоји иза свемира (наводећи да „Небо и Земља немају сопственог ума” и промовишући становиште да је њихова једина функција била да производе ствари. Да ли се то може сматрати свесном или интелигентном вољом је очевидно отворено за дебату). Он није промовисао обожавање духова и вршење понуда сликама. Мада је практиковао неке форме обожавања предака, он није веровао да постоје душе предака, већ је сматрао да је обожавање предака форма сећања и захвалности.

### Медитација
Си Џу је практиковао форму дневне медитације зване ђингцуо, која је слична са, мада не и иста, будистичком мотрењу или чан динг (Вејд-Џајлс: ch'an-ting). Његова медитација није захтевала престанак свог размишљања као што је то случај у неким формама будизма; уместо тога, она је била карактерисана тихом интроспекцијом која је помагала у балансирању разних аспеката личности и омогућавала фокусирање мисли и концентрације.
Његова форма медитације је била по природи конфучијанска у смислу да се бавила моралношћу. Његова медитација је покушавала да разуме и да се осећа у хармонији са универзумом. Он је веровао да ова врста медитације зближава човечанство и ојачава у хармонију.

### О настави, учењу и стварању академије
Си Џу снажно усмерио своју енергију на подучавање, тврдећи да је учење једини пут до мудрости. Желио је да учини потрагу за мудрошћу доступну свим људима.
Он се противио савременијим техникама штампања и пролиферацији књига које је из тога произашла. Сматрао је да то чини студенте мање захвалним и усредоточеним на књиге, једноставно зато што је било више књига за читање него раније. Стога је он покушавао да рафинира како студенти требају да уче и читају. Заправо, разочаран локалним школама у Кини, он је успоставио своју сопствену академију, Академију пећине белог јелена, да би исправно и на прави начин подучавао ученике.

## Таоистички и будистички утицај на Си Џуа
Си Џу је писао о томе шта ће проистећи из ортодоксне конфучијанске интерпретације бројних концепата у Таоизму и Будизму. Мада је изгледало да је он попримио неке идеје тих конкурентских система мисли, за разлику од претходних неоконфучијанаца он је стриктно следио конфучијанску доктрину активне моралне култивације. Он је сматрао да будистички принципи замрачују и омаловажавају изворни ум као и да уништавају људске односе.

## Наслеђе
Од 1313 до 1905, Си Џуова тумачења Четири књиге формирала су основу наставног програма државних службеника у Кини. Његова учења су домирала међу неоконфучијанцима као што је Банг Фуџи, мада су се касније појавили дисиденти као што је Ванг Јангминг и Школа ума два и по века касније.
Његова филозофија је преживела Интелектуалну револуцију из 1917, и касније је Фенг Јоу-лан интерпретирао његову замисао ли, чи, и тајђи у нову метафизичку теорију.
Он је исто тако био утицајан у Јапану, где је познат као Шушигаку (朱子学, Школа учитеља Џуа), и у Кореји као Ђужахак (주자학), где се сматао ортодоксним.
Часопис Лајф је рангирао Си Џуа као четрдесет пету најзначајнију особу у задњем миленијуму.
Потомци Си Џуа су имали звање Вуђинг Боши (五经博士; 五經博士).

### Преводи
- McClatchie, Thomas (1874). Confucian Cosmogony: A Translation of Section Forty-nine of the Complete Works of the Philosopher Choo-Foo-Tze. Shanghai: American Presbyterian Mission.
- Bruce, J. Percy (1922). The philosophy of human nature. London: Probsthain.
- Chan, Wing-tsit (1963). A Source Book in Chinese Philosophy. Princeton, NJ: Princeton University Press. ISBN 9780691019642.
- Gardner, Daniel (1986). Chu Hsi and Ta-hsueh: Neo-Confucian Reflection on the Confucian Canon. Cambridge: Harvard UP.
- Chan, Wing-tsit (1967). Reflections On Things at Hand. New York: Columbia University Press.
  - A full translation of 近思錄.
- Gardner, Daniel K. (1990). Learning to be a sage: selections from the Conversations of Master Chu, arranged topically. Berkeley: U. California Press. ISBN 978-0-520-90904-5.
- Wittenborn, Allen (1991). Further reflections on things at hand. Lanham: University Press of America. ISBN 978-0-8191-8372-9.
  - A full translation of 續近思錄.
- Ebrey, Patricia (1991). Chu Hsi's family rituals. Princeton, N.J.: Princeton University Press. ISBN 978-0-691-03149-1.
  - A full translation of 家禮.
- Adler, Joseph A. (2002). Introduction to the study of the classic of change (I-hsüeh ch'i-meng). Provo, Utah: Global Scholarly Publications.
  - A full translation of 易學啟蒙.
- Adler, Joseph A. (2014). Reconstructing the Confucian Dao: Zhu Xi's Appropriation of Zhou Dunyi). Albany: SUNY Press.
  - Full translation of Zhu Xi's commentaries on Zhou Dunyi's Taijitu shuo 太極圖說 and Tongshu 通書.